# Parafia św. Jakuba Apostoła w Siniarzewie
Parafia Świętego Jakuba Apostoła w Siniarzewie – parafia rzymskokatolicka, znajdująca się w diecezji włocławskiej, w dekanacie bądkowskim. 

## Duszpasterze
- administrator : ks. Julian Głowacki (od 2024)[2]

## Kościoły
- kościół parafialny: Kościół św. Jakuba Apostoła w Siniarzewie